# NGC 2558
NGC 2558 è una vasta galassia a spirale (intermedia?) situata nella costellazione del Cancro, a una distanza di circa 251 milioni di anni luce dalla nostra Via Lattea.

## Scoperta
La galassia è stata scoperta il 13 febbraio 1787 dall'astronomo britannico di origine tedesca William Herschel.

## Descrizione
NGC 2558 ha una classe di luminosità I-II e presenta una larga riga a 21 cm dell'idrogeno neutro.
Il database SIMBAD la classifica come galassia LINER, cioè una galassia il cui nucleo presenta uno spettro di emissione caratterizzato da larghe righe di atomi debolmente ionizzati.

## Gruppo di NGC 2563
NGC 2558 fa parte del Gruppo di NGC 2563. Oltre a NGC 2558 e NGC 2563, il gruppo comprende almeno altre 12 galassie, tra cui NGC 2556, NGC 2557, NGC 2560, NGC 2562, NGC 2563 e NGC 2569.